# 組長女兒與保姆
《組長女兒與保姆》是所創作的日本漫畫，原本是作者在Twitter和pixiv刊登的四格漫畫，由2018年6月5日起於Comic RIDE pixiv連載，2020年5月改於Comic ELMO上連載。截至2023年7月，單行本累積發行超過120萬本。改編電視動畫於2022年7月7日至9月22日播映。

## 故事概要
霧島透是黑幫櫻樹組的若頭，對敵人從不手下留情，人稱「櫻樹組的惡魔」。有一天，櫻樹組組長一彥命令霧島擔任他女兒八重花的保姆。

## 角色列表

#### 櫻樹組
霧島透（聲：細谷佳正）
櫻樹組若頭，28歲。對組長忠心耿耿但被屬下所畏懼，加上其下手殘忍以及先動手再動口的行事風格，因而被人稱作「櫻樹組的惡魔」。為了改善散漫和不負責任的性格。被組長指派去專責照顧八重花，不過剛進組織時就有和還只是幼兒的八重花一起遊玩的經歷。
開始正式照顧八重花後，來家裡的八重花朋友也開始變多，因為多是和黑道背景無關的普通人，因而自嘲櫻樹組的門面沒有以前嚴謹。
櫻樹八重花（聲：和多田美咲）
櫻樹組組長的獨生女，7歲。因為母親意外住院受到衝擊而沉默寡言，是個靦腆怕生的女孩子，有點不擅長與他人相處和表達感情，但在霧島開導下慢慢在學校有了自己的朋友，也走出內心陰霾。不覺得霧島像惡魔，反而覺得霧島待她相當溫柔。
杉原惠（聲：石川界人）
櫻樹組舍弟頭，23歲。霧島透的手下，時常被霧島給指使（甚至被恐嚇及無關痛癢的小體罰）而相當畏懼他。淚點極低，連跟八重花一起看動畫片也會自己看到哭。個性看似冒失跟天然，但在處理組內事物時也會有其凶狠的一面出現。
過去曾是竊盜團的老大，由於成長時期經常被責罵，因此內心非常渴望受到肯定，在被霧島誇獎後決定不再偷竊並追隨霧島。
櫻樹一彥（聲：竹內良太）
櫻樹組組長，45歲。對待屬下跟女兒都十分開明且寬容，但仍有其嚴厲的一面，過去霧島透砸了其他黑道幫派的場子時也會出面替他收拾殘局。為了讓霧島有所改變而指派他照顧自己的女兒-八重花。
葵塔一郎（聲：前野智昭）
前櫻樹組若頭，35歲。算是霧島透的前輩，在組內擔任若頭時常訓斥下手不知輕重的霧島。在一次械鬥後害怕失去自己的家人而金盆洗手，但仍舊關心櫻樹組和霧島的狀況，對於霧島照顧八重花之後的改變亦感到欣慰。
竹內翔吾（聲：川田祐音）
櫻樹組成員，經常與杉原和金平一起行動。對黑崎香菜美抱有好感。
金平大地（聲：堀総士郎）
櫻樹組成員，基本上面無表情，平時不太說話。
荻餅（聲：久住琳）
貓，櫻樹組的吉祥物。被花田撿到後碰見霧島和八重花，後來被八重花飼養。

#### 其他組織
速水雅也（聲：福山潤）
柿原組成員，霧島透和北條零中學時的學弟，從求學時就不斷向霧島挑戰但屢屢被單方面壓制。本篇登場時才剛從監獄出來，出獄後一心想再挑戰霧島透。
真白悠莉（聲：神谷浩史）
桃山組若頭，霧島透的天敵，卻異常執著霧島透。身段看似優雅但實則是個殘忍的人，擅於挑撥霧島和其他黑道的關係，對於霧島照顧八重花後的改變感到不滿。
桃山秀成（聲：真殿光昭）
桃山組組長，過去與櫻樹一彥、柿原洋二和潮海明忠一起在鷹松組底下。雖然經常與櫻樹一彥拌嘴、吵架，但其實兩人的關係非常要好。
辰本（聲：石川英郎）
前天谷組成員，十年前天谷組被霧島所滅，在那之後，便一直對霧島懷恨在心。試圖透過綁架八重花來報仇，因為對八重花下手招致了霧島的怒火，被打得半死不活。在動畫中名為「辰元」。
亥川（聲：小林康介）
前白河組成員，和天谷組一樣十年前被霧島所滅。與辰本合作，協助辰本綁架八重花。

#### 其他角色
黑崎香菜美（聲：小林未沙）
八重花母親的妹妹、八重花的阿姨，33歲。對於姊姊在任職的花店意外認識櫻樹組組長並與之結為連理一事給予支持，在姊姊意外住院後曾經照顧八重花很長一段時間。在櫻樹組附近開了一家料理店，組內的小弟包括霧島都十分喜歡她做的料理，有時會適時開導負責照顧八重花的霧島。
北條零（聲：羽多野涉）
霧島透中學時的同學，當時時常必須拉著要痛下狠手的霧島。很喜歡霧島，有時會想跟對方敘敘舊，但都會被霧島當成孽緣嫌棄。「姐姐系」刺青師，設計霧島手上及背上的刺青並由他刺上。希望八重花稱他為「小零（れいちゃん）」。雖未加入黑道但自身力氣不輸同為校友的霧島透和速水雅也。
葵洸輝（聲：向井莉生）
葵塔一郎的兒子，6歲，性格是行動快於思考的類型。八重花的朋友，很喜歡八重花。
莎拉（聲：菅野真衣）
八重花的朋友，7歲。性格十分外向活潑，搬家到櫻樹本家附近後在公園裡認識八重花，經常到櫻樹本家與八重花玩，後來成為八重花的同班同學。
萊恩（聲：間島淳司）
莎拉的父親，搬到櫻木本家隔壁的外國人。對日本文化很感興趣，因此決定住在日本。
明石楓（聲：矢作紗友里）
八重花的朋友，7歲。與八重花是同班同學，一開始因為害羞而不敢和八重花說話，後來受到八重花的幫助，於是提起勇氣與八重花交談並成為好朋友。
花田步（聲：小澤亞李）
被父母責備而離家出走時撿到荻餅，而後遇到了霧島和八重花。性格善良，是會為了幫貓咪買貓罐頭而讓自己挨餓的人。

## 創作
作者稱他在目標成為漫畫家的時期裏，並沒有在畫自己真的想畫的東西，而是畫會受到出版社和讀者青睞的東西，以求獲得獎項。因為他這樣畫得並不開心，所以決定回歸原點，畫一些自己喜歡的東西。當時「可以說是休息一下」地畫了一張插畫，成為創作《組長女兒與保姆》的契機。那張插畫只畫了黑幫若頭和組長的女兒，兩人當時並沒有名字。這張圖獲得了一些迴響，讓他覺得可以發掘一下這兩人，便開始上載4格漫畫到Twitter和pixiv。這個版本的八重花比連載版本更為強硬，有領導他人的感覺。而霧島基本上沒有太大分別。

## 宣傳
單行本第3卷於2020年1月24日發售，1月至2月期間在東京「Cafe de 武」舉辦咖啡廳活動。第4卷於2020年7月22日發售，電視廣告由8月起於BS11等播出。2021年5月推出LINE貼圖。

## 出版書籍
| 卷數 | 微雜誌社       | 微雜誌社                                                          | 青文出版      | 青文出版               |
| 卷數 | 發售日期       | ISBN                                                              | 發售日期      | ISBN                   |
| ---- | -------------- | ----------------------------------------------------------------- | ------------- | ---------------------- |
| 1    | 2018年12月24日 | ISBN 978-4-89637-849-8                                            | 2022年4月25日 | ISBN 978-626-322-202-1 |
| 2    | 2019年7月19日  | ISBN 978-4-89637-900-6                                            | 2022年6月7日  | ISBN 978-626-322-527-5 |
| 3    | 2020年1月24日  | ISBN 978-4-89637-967-9 ISBN 978-4-89637-968-6（附廣播劇CD特裝版） | 2022年8月10日 | ISBN 978-626-322-773-6 |
| 4    | 2020年7月22日  | ISBN 978-4-86716-032-9                                            | 2023年2月2日  | ISBN 978-626-340-539-4 |
| 5    | 2020年12月10日 | ISBN 978-4-86716-090-9                                            | 2023年4月17日 | ISBN 978-626-340-846-3 |
| 6    | 2021年9月10日  | ISBN 978-4-86716-165-4 ISBN 978-4-86716-166-1（附插畫集特裝版）   | 2023年7月25日 | ISBN 978-626-362-214-2 |
| 7    | 2022年2月10日  | ISBN 978-4-86716-245-3                                            |               |                        |
| 8    | 2022年7月11日  | ISBN 978-4-86716-301-6 ISBN 978-4-86716-302-3（附小冊子特裝版）   |               |                        |
| 9    | 2023年1月11日  | ISBN 978-4-86716-379-5                                            |               |                        |
| 10   | 2023年7月10日  | ISBN 978-4-86716-443-3 ISBN 978-4-86716-444-0（附照片套裝特裝版） |               |                        |

## 迴響
本作獲得下一部漫畫大獎2019網路漫畫類別的第15名。

## 電視動畫
2021年9月8日，宣佈將獲改編為電視動畫。宣傳上屬於Comic RIDE五週年、GC Novels七週年紀念活動中的「五大計劃」的第2項計劃。12月7日，宣佈動畫定於2022年首播，並公開前導視覺圖、男女主角的聲優，以及主要製作人員陣容。前導視覺圖的構圖來自漫畫單行本第1卷的封面。男女主角的聲優沿用隨漫畫單行本第3卷限定版附送的廣播劇CD中的人選。2022年1月14日，公開第1條宣傳片。2月8日，公開多名配角的聲優，跟男女主角一樣都沿用廣播劇CD的聲優陣容。3月29日，宣佈首播日期是7月7日，並公開第2條宣傳片。

### 製作人員
- 原作：
- 導演：川崎逸朗
- 系列構成：大知慶一郎
- 人物設定：緒方浩美
- 音樂：伊賀拓郎
- 動畫製作：feel.、GAINA
- 製作：組長女兒與保姆製作委員會[6]

### 劇集列表
| 話數 | 標題                | 分鏡               | 演出               | 劇本       | 作畫監督                                                                           | 總作畫監督                   | 首播日期      |
| --- | ------------------- | ------------------ | ------------------ | ---------- | ---------------------------------------------------------------------------------- | ---------------------------- | ------------- |
| 1 | 組長女兒與保姆 （） | 川崎逸朗           | 松下周平           | 大知慶一郎 | 五月女妃苗、橋本純一、梶浦紳一郎、田村皐、小七、崔文澤、佐藤元昭                   | 枡田邦彰、佐藤元昭           | 2022年7月7日  |
| 28歲的霧島透是黑幫櫻樹組的若頭，因行事兇悍而被稱為「櫻樹組的惡魔」。組長櫻樹一彥為了培養霧島的責任感，決定讓他照顧自己的7歲獨生女八重花。霧島沒有撫養孩子的經驗，每當他歷經挫敗時，都會把氣出在手下杉原身上。八重花因為沒辦法邀請父親參加學校的教學觀摩日而感到失落，而她的嬸嬸香菜美也因為有工作而無法參加。霧島注意到邀請函後，在香菜美的勸說下，主動以監護人的身分到校參加活動。八重花很開心，她和霧島的關係也更親近。 |                     |                    |                    |            |                                                                                    |                              |               |
| 2 | 溫柔的人 （）       | 川崎逸朗           | 渡邊哲哉           | 大知慶一郎 | 増田俊介                                                                           | 森和江                       | 2022年7月14日 |
| 霧島、杉原帶八重花去逛煙火大會，並在打靶攤位上幫她贏了一個兔子布偶。有兩名混混假冒霧島和杉原的名號，在酒店胡作非為。霧島和杉原找到假冒者後把他們修理一頓，但霧島在打人的過程中想到八重花，便放對方逃跑。回到家後，霧島得知八重花一直在等自己回來，就這麼等到睡著了。由於八重花的母親美幸長年住院且昏迷不醒，八重花越來越不願意探望她。在霧島悉心勸說後，八重花向父親道歉並表示想見母親。之後八重花得知霧島的外號，並認為溫柔的霧島在說謊。 |                     |                    |                    |            |                                                                                    |                              |               |
| 3 | 探望與再會 （）     | 金澤洪充           | 矢的中             | 大知慶一郎 | 増田俊介、田村亮太、村井奎太                                                       | 森和江                       | 2022年7月21日 |
| 八重花在醫院裡向昏迷的美幸道歉，希望她能早日清醒。之後霧島帶八重花去用餐，並在醫院的商店裡，遇見因為成為父親而退出櫻樹組的葵塔一郎。葵的6歲兒子洸輝對八重花有好感。香菜美發現霧島無意之間把葵當成榜樣，並以他照顧自己的方式在照顧八重花，因此感到欣喜。在返家途中，霧島和八重花發現被棄養的貓，以及為了照顧貓而使自己餓昏的離家少女花田步。八重花決定照顧這隻貓，並將牠命名為萩餅。萩餅讓兩名黑幫成員不小心打碎貴重的骨董，八重花和萩餅幫兩人說情，才讓事情和平落幕。 |                     |                    |                    |            |                                                                                    |                              |               |
| 4 | 開始發布影片吧 （） | 川崎逸朗           | 立田真一、吉澤大智 | 川崎逸朗   | 栁川沙樹、清水慶太、北村友幸、川島尚                                               | 枡田邦彰、佐藤元昭           | 2022年7月28日 |
| 一彥考量到社會風氣變化，認為拍影片牟利可以改善組織的財務狀況，便命令霧島和杉原著手執行，並且需對他人保密以免蒙羞。兩人商議後決定以櫻桃團隊組的名義發布許多影片並一炮而紅，但也有人試圖揭穿他們的真實身分。為避免麻煩上身，他們發布影片聲稱自己是假冒的黑幫，但反而更受歡迎，甚至導致他們正式出道成為藝人、舉辦握手會並風靡國際。因為霧島過於忙碌，無法再和八重花一起上下學。最後霧島從成為巨星並因此忽視八重花的惡夢中驚醒，並重回陪伴八重花的日子。 |                     |                    |                    |            |                                                                                    |                              |               |
| 5 | 霧島的晚安 （）     | 田中和哉           | 三好なお           | 川崎逸朗   | 大村将司、酒井春香、増田俊介                                                       | 森和江                       | 2022年8月4日  |
| 櫻樹組和同派系黑幫在餐廳聚會，草上組的柳挑釁霧島，但霧島只是給予警告；霧島和舊識北條零在餐廳用餐，正好遇見對餐廳找碴的柳，霧島口頭制止他的行為，這些都與他過去的作風大相逕庭。對此記恨的柳到與櫻樹組關係交好的料亭報復，霧島察覺此事後把柳痛打一頓，並派杉原把他和他的手下活埋。之後霧島回到組裡，享用八重花特製的巧克力蛋糕。桃山組若頭真白悠莉發現被埋進土裡但仍活著的兩人，認為霧島確實變得圓滑許多，並暗示真白殺死了那兩人。 |                     |                    |                    |            |                                                                                    |                              |               |
| 6 | 第一個朋友 （）     | 今井翔太           | 今井翔太、本間理莉 | 川崎逸朗   | 五月女妃苗、劉云留、窪敏、北村友幸、井元一彰、橋本純一                             | 枡田邦彰、佐藤元昭           | 2022年8月11日 |
| 八重花的生日將近，霧島建議她邀朋友來參加慶生會。香菜美提到因家境特殊，八重花對邀朋友到家裡有所顧慮，並建議霧島可以為八重花下廚做菜。在霧島下廚時，八重花在公園認識和自己年齡相近的女孩莎拉，迅速和她成為玩伴，事後得知她是剛搬來的鄰居，八重花邀她來參加慶生會。在慶生會上，八重花和莎拉相處融洽，莎拉的父親萊恩也迅速和一彥熟絡起來。眾人把禮物送給八重花，而霧島則送上親手做的蛋包飯。另一方面，和霧島有過恩怨的雅也出獄，一心想找霧島復仇。 |                     |                    |                    |            |                                                                                    |                              |               |
| 7 | 最棒的目標 （）     | 渡邊哲哉           | 渡邊哲哉           | 川崎逸朗   | Park.Y.O、Won.E.S、Kim.S、Choi.H.S                                                 | 森和江                       | 2022年8月18日 |
| 雅也在十三年前向霧島挑戰失敗，之後一直對他懷恨在心，十三年間一直尋找他，並為此踏入黑道，因此雅也得知霧島成為組長女兒的保母後感到難以置信。在雅也找到霧島後，霧島完全沒把他放在眼裡，使兩人的重逢成為鬧劇。杉原在結束和鄉野社長的談判工作後，憶起自己和霧島初次相遇的經過，並心想著要終生追隨霧島。結尾揭示鄉野遭到真白利用，並暗示真白殺死了鄉野。 |                     |                    |                    |            |                                                                                    |                              |               |
| 8 | 好久不見 （）       | 川崎逸朗、立田真一 | 立田真一           | 川崎逸朗   | 清水慶太、柳川沙樹、穂積彩夏、川島尚                                               | 枡田邦彰、佐藤元昭           | 2022年8月25日 |
| 莎拉成為八重花的同學，並迅速結交朋友。葵帶著洸輝拜訪櫻樹組，並回憶八年前自己仍在組內擔任若頭的情景。他和妻子沙苗提到自己對建立家庭深感憧憬，並在某次任務後，被迫在組織和家庭之間做出抉擇，葵退出了櫻樹組，並和沙苗攜手邁向未來。之後八重花在學校交到了新朋友。 |                     |                    |                    |            |                                                                                    |                              |               |
| 9 | 霧島的◯◯計畫 （）   | 金澤洪充           | 矢的中             | 川崎逸朗   | CHOI HEE EUN、CHO JUNG HWA、CHOI HYUN SIK、LEE SANG MIN                            | 森和江                       | 2022年9月1日  |
| 霧島注意到八重花躁動不安，而杉原等人也刻意支開自己，便認為他們有事隱瞞自己。事後他得知眾人是為了籌辦自己的生日派對。在用餐時，香菜美談起自己初次見到一彥時的情景，而一彥也想起自己和美幸相識的經過，當時美幸是花店的新進員工，向經常光顧店裡的一彥請教插花，因而開始約會。 |                     |                    |                    |            |                                                                                    |                              |               |
| 10 | 壞人 （）           | 今井翔太           | 吉澤太智、本間理莉 | 大知慶一郎 | 五月女妃苗、北村友幸、常磐金成、中村一朗、熊谷勝弘、山崎正和、熊睿鑫               | 緒方浩美、枡田邦彰、佐藤元昭 | 2022年9月8日  |
| 霧島表示自從照顧八重花以來發生不少美好回憶，並向八重花道謝。兩人隔日和黑道成員、八重花的朋友到公園遊玩。在某個雨天，霧島準備要去接八重花回家，卻發現她被其它組織的成員當成人質，在對方出言侮辱霧島時，八重花試圖反駁，反而被打倒在地。霧島見狀後將對方毆打在地，並準備將其槍殺，直到八重花中斷了霧島的舉動。一彥知情後命令霧島在醫院照料八重花，並查出對方是十年前被霧島擊潰的組織。霧島恢復成十年前被稱為「惡魔」時的行事作風，並離開醫院尋仇。 |                     |                    |                    |            |                                                                                    |                              |               |
| 11 | 煙火與約定 （）     | 川崎逸朗           | 渡邊哲哉           | 大知慶一郎 | 増田俊介、大村將司、江藤大氣、酒井春佳、枡田邦彰、佐藤元昭                         | 森和江                       | 2022年9月15日 |
| 霧島的行動被一彥阻止，而他也感到懊悔。之後八重花康復出院，組內成員們籌備聚會、施放煙火讓她歡心，活動結束後，八重花和霧島約定下次再一起放煙火。霧島向一彥表示自己仍不成熟，之後暫時離開櫻樹組，並將八重花交給杉原照顧，但杉原按耐不住，便向八重花說出實情並帶她一起尋找霧島。霧島獨自坐在某處橋下玩俄羅斯輪盤，並對自己倖存感到失望。真白找到霧島，吹噓自己知道「櫻樹組的惡魔」仍活在霧島的靈魂深處，並暗示自己策劃了先前的事件，使霧島差點朝他開槍。葵在公園裡發現霧島，儘管不清楚原因，他仍建議霧島回家。杉原和八重花找到霧島，杉原揪著他的衣領破口大罵並要他道歉，霧島意識到杉原是正確的，向八重花道歉後決定回家。八重花命令霧島不得再次離家出走。 |                     |                    |                    |            |                                                                                    |                              |               |
| 12 | 大小姐的保姆 （）   | 川崎逸朗           | 立田眞一、吉澤太智 | 川崎逸朗   | 清水慶太、北村友幸、柳川沙樹、橋本純一、黒川あゆみ、中村一朗、山崎正和、五月女妃苗 | 緒方浩美、枡田邦彰、佐藤元昭 | 2022年9月22日 |
| 霧島本想切小指以表謝罪，八重花想知道霧島小時候的事，便要他說自己的往事來做為謝罪。儘管霧島予以拒絕，但葵邀請八重花到自家作客，並承諾會給她看霧島以前的照片，而霧島也想起一件自己和八重花的往事。八重花想探望母親，在花店按照店員建議買了長壽花，並在得知霧島的母親也喜歡這種花後，建議霧島買花送給母親。之後霧島買了花為父母掃墓，並認為自己在照顧八重花後明白了許多事，另一方面，八重花也覺得自從霧島成為自己的保姆後，生活變得多采多姿。 |                     |                    |                    |            |                                                                                    |                              |               |

## 外部連結
- 作者的X（前Twitter）（日語）
- 漫畫連載網站（日語）
- 電視動畫官方網站（日語）
- 電視動畫的X（前Twitter）（日語）